# Janki (Banie Mazurskie)
Janki (deutsch Klein Jahnen) ist ein kleiner Ort in der polnischen Woiwodschaft Ermland-Masuren, der zur Landgemeinde Banie Mazurskie (Benkheim) im Powiat Gołdapski (Kreis Goldap) gehört.

## Geographische Lage
Janki liegt im Nordosten der Woiwodschaft Ermland-Masuren, 20 Kilometer südöstlich der früheren und heute auf russischem Staatsgebiet gelegenen Kreisstadt Darkehmen (1938 bis 1946 Angerapp, russisch Osjorsk) bzw. 12 Kilometer westlich der heutigen Kreishauptstadt Gołdap (Goldap).

## Geschichte
Das seinerzeitige Klein Jahnen war eine Försterei innerhalb des Staatsforstes Skallischen/Altheide und wurde 1874 in den neu errichteten Amtsbezirk Rogahlen (polnisch Rogale), der – 1939 in „Amtsbezirk Gahlen“ umbenannt – bis 1945 zum Kreis Darkehmen (1939 bis 1945 „Landkreis Angerapp“) im Regierungsbezirk Gumbinnen der preußischen Provinz Ostpreußen gehörte. Zu diesem Amtsbezirk gehörte Klein Jahnen auch, als der Ort am 30. September 1928 in die Landgemeinde Groß Jahnen (polnisch Jany) eingegliedert wurde.
1945 kam Klein Jahnen in Kriegsfolge mit dem gesamten südlichen Ostpreußen zu Polen und erhielt die polnische Namensform „Janki“. Als kleine Waldsiedlung (polnisch osada leśna) ist es jetzt eine Ortschaft im Verbund der Landgemeinde Banie Mazurskie im Powiat Gołdapski, vor 1998 der Woiwodschaft Suwałki, seither der Woiwodschaft Ermland-Masuren zugehörig.

## Religionen
Klein Jahnen war bis 1945 in die evangelische Kirche Rogahlen (1938 bis 1945 Gahlen, polnisch Rogale) im Kirchenkreis Darkehmen/Angerapp in der Kirchenprovinz Ostpreußen der Kirche der Altpreußischen Union bzw. in die katholische Pfarrkirche Goldap (polnisch Gołap) im Dekanat Masuren II (Sitz in Johannisburg (Pisz)) im Bistum Ermland eingepfarrt. 
Heute gehören die evangelischen Kirchenglieder zur Kirche in Gołdap, einer Filialkirche von Suwałki in der Diözese Masuren der Evangelisch-Augsburgischen Kirche in Polen, während die katholischen Einwohner Jankis in die Kirche in Rogale, Filialkirche von Żabin (Klein Schabienen, 1938 bis 1945 Kleinlautersee) im Dekanat Gołdap im Bistum Ełk (Lyck) der Römisch-katholischen Kirche in Polen eingegliedert sind.

## Verkehr
Nach Janki führt eine direkte Straßenverbindung über die Goldap (polnisch Gołdapa) von Rożyńsk Mały (Klein Rosinsko, 1938 bis 1945 Bergershof). Eine Bahnanbindung besteht nicht.